# 過失致死罪
過失致死罪（德語：fahrlässige Tötung）是大陸法系的一項刑事罪行，指在沒有杀人的犯罪意圖或故意情形下，因疏於注意或僥倖心理，違反法律上的注意義務而引發他人死亡的結果，在法律上的精確名稱為「過失致死」，但常被以過失殺人誤稱。

## 定義

### 主觀要件
過失是刑事犯罪的主觀構成要件之一，主要內涵為違反法律上賦予的客觀注意義務，致犯罪结果而言。如果行為人自始即有殺人意圖，就應該論以殺人罪，而非過失致死。

### 客觀要件

#### 因果關係
被害人的死亡結果與行為人的違反注意義務的行為之間，必須要有直接、典型且符合常態的因果關聯。

#### 死亡結果
指需有被害人死亡的結果發生。
需要釐清的是，被害人如果因為外力介入或其他原因最終未發生死亡結果，刑法學上稱為「未遂」，但過失犯本質上為有一定犯罪結果發生的結果犯，因此如果沒有死亡結果發生也就沒有過失致死可言，只能論以過失傷害，不存在「過失致死的未遂犯」。

## 與誤殺的區別
普通法的犯罪成立是以「犯行」加上「过错」為基礎，而刑事過失（negligent）則是最低度過錯型態，指行為人出於粗心大意而產生犯罪结果，但事前並不知道可能對他人產生嚴重傷害；此與大陸法系的「過失」（Fahrlässigkeit）並非相同意涵，因為大陸法系刑法中的過失包括「有認識過失」和「無認識過失」，而普通法中的刑事過失並不含括全部的有認識過失情形。
因此，在普通法中若是出於刑事過失而杀人，在類別上應屬於非自願誤殺（involuntary manslaughter）。不過，各地法律規定不同，「過失殺人」（negligent homicide）也有可能是出於魯莽（reckless）。在法律上，「過失殺人」一詞嚴格來說是指是普通法上的罪行，「過失致死」才是大陸法系中所指的過失犯罪。

## 各國規定

### 中華民國
《中華民國刑法》
第276條（過失致死罪）

因過失致人於死者，處五年以下有期徒刑、拘役或五十萬元以下罰金。
第276條第2項（業務過失致死罪）
從事業務之人，因業務上之過失，犯前項之罪者，處五年以下有期徒刑或拘役，得併科三千元以下罰金。
第273條（義憤殺人罪）

當場激於義憤而殺人者，處五年以下有期徒刑。
前項之未遂犯罰之。
本罪原先針對從事业务之人加重處罰，但因「業務」的範圍長期難以界定標準，歷年來不乏有廢除的呼聲，因此立法院終於在2019年5月10日三讀通過刪除「業務過失致死罪」（§276Ⅱ）與「業務過失傷害罪」（§284Ⅱ）。

### 中华人民共和国
《中华人民共和国刑法》第233條：
過失致人死亡的，處三年以上、七年以下有期徒刑；情節較輕的，處三年以下有期徒刑。本法另有規定的，依照規定。

### 日本
過失致死罪
日本《刑法》第210條處罰過失致死行為，以及重傷致死的结果加重犯。

## 著名案件

### 邱小妹醫療人球案
2005年1月，台北市發生嚴重的家庭暴力案，四歲的邱小妹重傷被送到台北市立仁愛醫院，值班醫生林致男與劉奇樺判斷加護病房滿床，指示需要轉院而不能接收，其他台北市境內醫院也指示需要轉院而不能接收，而後邱小妹被送到約兩小時車程（約170公里）外的台中治療，最後因救援延誤重傷死亡。
該案偵查之事實為，林致男與劉奇樺判斷邱小妹非緊急手術，但手術後病人需要移送加護病房，故林致男與劉奇樺應先聯絡有關手術醫生，將手術延期，讓因為手術而預留的床位可以照顧命危的邱小妹。兩人被控過失致死罪，但法庭認為「當時滿床且設備不足」，不應「把醫德和刑責混為一談」。兩人因為其他罪名而被判刑，而家庭暴力元兇（邱小妹的父親）亦被判刑。

### 玻璃娃娃案
台北市景文高中二年級生顏旭男患有成骨不全症，骨骼遇到輕微的撞擊會骨折，俗稱「玻璃娃娃」，因此不需參與體育課。2000年9月13日，因為天雨，體育課進行地方更變，顏旭男表示亦欲前往，於是同級陳氏學生揹顏旭男前住。可是，陳氏在天雨下摔倒，顏旭男骨折不治死亡。台北地方法院少年法庭認定陳氏過失致死事實，但犯罪時因未成年，裁定交付家長嚴加管教。最高法院將本案發回後，臺灣高等法院於2006年7月19日對本案再次做出判決（95年上更（一）字433號判決[4]），認定陳氏已盡心盡力，不負賠償責任。
台灣社會沒有對少年法庭的裁定有所爭議，但對後來有關賠償的訴訟有一定爭議。

## 外部連結
- 立法院法律系統 （页面存档备份，存于）